# Quận Winnebago, Wisconsin
Quận Winnebago một quận thuộc tiểu bang Wisconsin, Hoa Kỳ. Quận lỵ đóng ở Oshkosh6. Theo điều tra dân số năm 2000 của Cục điều tra dân số Hoa Kỳ năm 2000, quận có dân số 156.763 người. Quận này là một bộ phận của Khu vực thống kê đô thị Oshkosh, Wisconsin-Neenah, Wisconsin.

## Địa lý
Theo Cục điều tra dân số Hoa Kỳ, quận có diện tích 579 dặm vuông Anh (1.500 km2), trong đó có 140 dặm vuông Anh (363 km2) là diện tích mặt nước.

### Xa lộ
| - U.S. Highway 41 - U.S. Highway 45 - U.S. Highway 10 - Wisconsin Highway 21 - Wisconsin Highway 26 - Wisconsin Highway 44 | - Wisconsin Highway 47 - Wisconsin Highway 76 - Wisconsin Highway 91 - Wisconsin Highway 114 - Wisconsin Highway 116 - Wisconsin Highway 441 |

### Quận giáp ranh
- Quận Waupaca - tây bắc
- Quận Outagamie - đông bắc
- Quận Calumet - đông
- Quận Fond du Lac - nam
- Quận Green Lake - tây nam
- Quận Waushara - tây

## Thông tin nhân khẩu

Tháp tuổi dân cư theo điều tra năm 2000 của quận Winnebago.

Theo điều tra dân số 2 năm 2000, quận đã có dân số 156.763 người, 61.157 hộ gia đình, và 39.568 gia đình sống trong quận hạt. Mật độ dân số là 357 trên một dặm vuông (138 / km2). Có 64.721 đơn vị nhà ở mật độ trung bình của 148 trên một dặm vuông (57 / km2). Cơ cấu chủng tộc của dân cư quận gồm có 94,92% người da trắng, 1,12% da đen hay Mỹ gốc Phi, 0,46% người Mỹ bản xứ, 1,84% châu Á, Thái Bình Dương 0,02%, 0,72% từ các chủng tộc khác, và 0,92% từ hai hoặc nhiều chủng tộc. 1,96% dân số là người Hispanic hay Latino thuộc một chủng tộc nào. 52,4% là gốc Đức, Ailen 6,2% và 5,7% gốc Ba Lan theo điều tra dân số năm 2000. 94,6% nói tiếng Anh, số người nói tiếng Tây Ban Nha chiếm 2,5% và 1,0% nói tiếng Hmong là ngôn ngữ đầu tiên của họ.
Có 61.157 hộ, trong đó 31,00% có trẻ em dưới 18 tuổi sống chung với họ, 53,00% là đôi vợ chồng sống với nhau, 8,30% có một chủ hộ nữ và không có chồng, và 35,30% là các gia đình không. 27,60% hộ gia đình đã được tạo ra từ các cá nhân và 9,90% có người sống một mình 65 tuổi hoặc lớn tuổi hơn là người. Cỡ hộ trung bình là 2,43 và cỡ gia đình trung bình là 2,99.
Theo độ tuổi, 23,80% dân số là dưới 18,% 11,80 18-24,% 30,40 25-44,% 21,50 45-64, và 12,50% là 65 tuổi trở lên. Độ tuổi trung bình là 35 năm. Đối với mỗi 100 nữ có 99,40 nam giới. Đối với mỗi 100 nữ 18 tuổi trở lên, đã có 97,80 nam giới.